# العلاقات الرواندية الميكرونيسية
العلاقات الرواندية الميكرونيسية هي العلاقات الثنائية التي تجمع بين رواندا وولايات ميكرونيسيا المتحدة.

## مقارنة بين البلدين
هذه مقارنة عامة ومرجعية للدولتين:
| وجه المقارنة                                              | رواندا                                        | ولايات ميكرونيسيا المتحدة |
| --------------------------------------------------------- | --------------------------------------------- | ------------------------- |
| المساحة (كم2)                                             | 26.34 ألف                                     | 702                       |
| عدد السكان (نسمة)                                         | 12.21 مليون                                   | 105.54 ألف                |
| الكثافة السكانية (ن./كم²)                                 | 463.55                                        | 15.03 ألف                 |
| العاصمة                                                   | كيغالي                                        | باليكير                   |
| اللغة الرسمية                                             | اللغة الكينيارواندا، لغة إنجليزية، لغة فرنسية | لغة إنجليزية              |
| العملة                                                    | فرنك رواندي                                   | دولار أمريكي              |
| الناتج المحلي الإجمالي (بليون دولار)                      | 9.14 مليار                                    | 336.43 مليون              |
| الناتج المحلي الإجمالي (تعادل القوة الشرائية) بليون دولار | 20.46 مليار                                   | 365.27 مليون              |
| الناتج المحلي الإجمالي الاسمي للفرد دولار أمريكي          | 697                                           | 3.02 ألف                  |
| الناتج المحلي الإجمالي للفرد دولار أمريكي                 | 1.66 ألف                                      |                           |
| مؤشر التنمية البشرية                                      | 0.483                                         | 0.640                     |
| رمز المكالمات الدولي                                      | +250                                          | +691                      |
| رمز الإنترنت                                              | .rw                                           | .fm                       |
| المنطقة الزمنية                                           | ت ع م+02:00                                   |                           |

## منظمات دولية مشتركة
يشترك البلدان في عضوية مجموعة من المنظمات الدولية، منها:
| علم المنظمة | اسم المنظمة                                 | تاريخ انضمام رواندا | تاريخ انضمام ولايات ميكرونيسيا المتحدة |
| ----------- | ------------------------------------------- | ------------------- | -------------------------------------- |
|             | مؤسسة التنمية الدولية                       | 30 سبتمبر 1963      | 24 يونيو 1993                          |
|             | يونسكو                                      | 7 نوفمبر 1962       | 19 أكتوبر 1999                         |
|             | وكالة ضمان الاستثمار متعدد الأطراف          | 27 سبتمبر 2002      | 11 أغسطس 1993                          |
|             | الأمم المتحدة                               | 18 سبتمبر 1962      | 17 سبتمبر 1991                         |
|             | مجموعة دول أفريقيا والكاريبي والمحيط الهادئ | ?                   | ?                                      |
|             | البنك الدولي للإنشاء والتعمير               | 30 سبتمبر 1963      | 24 يونيو 1993                          |
|             | الاتحاد الدولي للاتصالات                    | 12 ديسمبر 1962      | 18 مارس 1993                           |
|             | منظمة حظر الأسلحة الكيميائية                | ?                   | ?                                      |
|             | مؤسسة التمويل الدولية                       | 6 نوفمبر 1975       | 24 يونيو 1993                          |
|             | المركز الدولي لتسوية المنازعات الاستشارية   | 14 نوفمبر 1979      | 24 يوليو 1993                          |

## وصلات خارجية
- موقع وزارة الخارجية الرواندية